# Ořechokřídlec
Ořechokřídlec (Caryopteris) je rod rostlin z čeledi hluchavkovité. Zahrnuje 8 druhů a je rozšířen v Číně, Japonsku, Koreji a Mongolsku. Některé druhy byly přeřazeny do jiných rodů. Ořechokřídlec clandonský (Caryopteris × clandonensis) je v různých kultivarech pěstován jako okrasný keř.

## Zástupci
- ořechokřídlec clandonský (Caryopteris × clandonensis)
- ořechokřídlec mongolský (Caryopteris mongholica)
- ořechokřídlec šedivý (Caryopteris incana)[2]